# Шепнещата земя
Шепнещата земя (The Whispering Land, публикувана през 1961 г.) e книга на Джералд Даръл за втората му експедиция в Аржентина през 1958 г.
Както пише Даръл, „Шепнещата земя“ е своеобразно продължение на книгата му „Зоологическа градина в моя багаж“, която разказва за експедицията му в Западна Африка.
В „Шепнещата земя“ Даръл описва как в продължение на осем месеца събира колекция от редки южноамерикански животни. С тях Джералд попълва своята току-що създадена Джърсийска зоологическа градина.